# Kloster Ystad

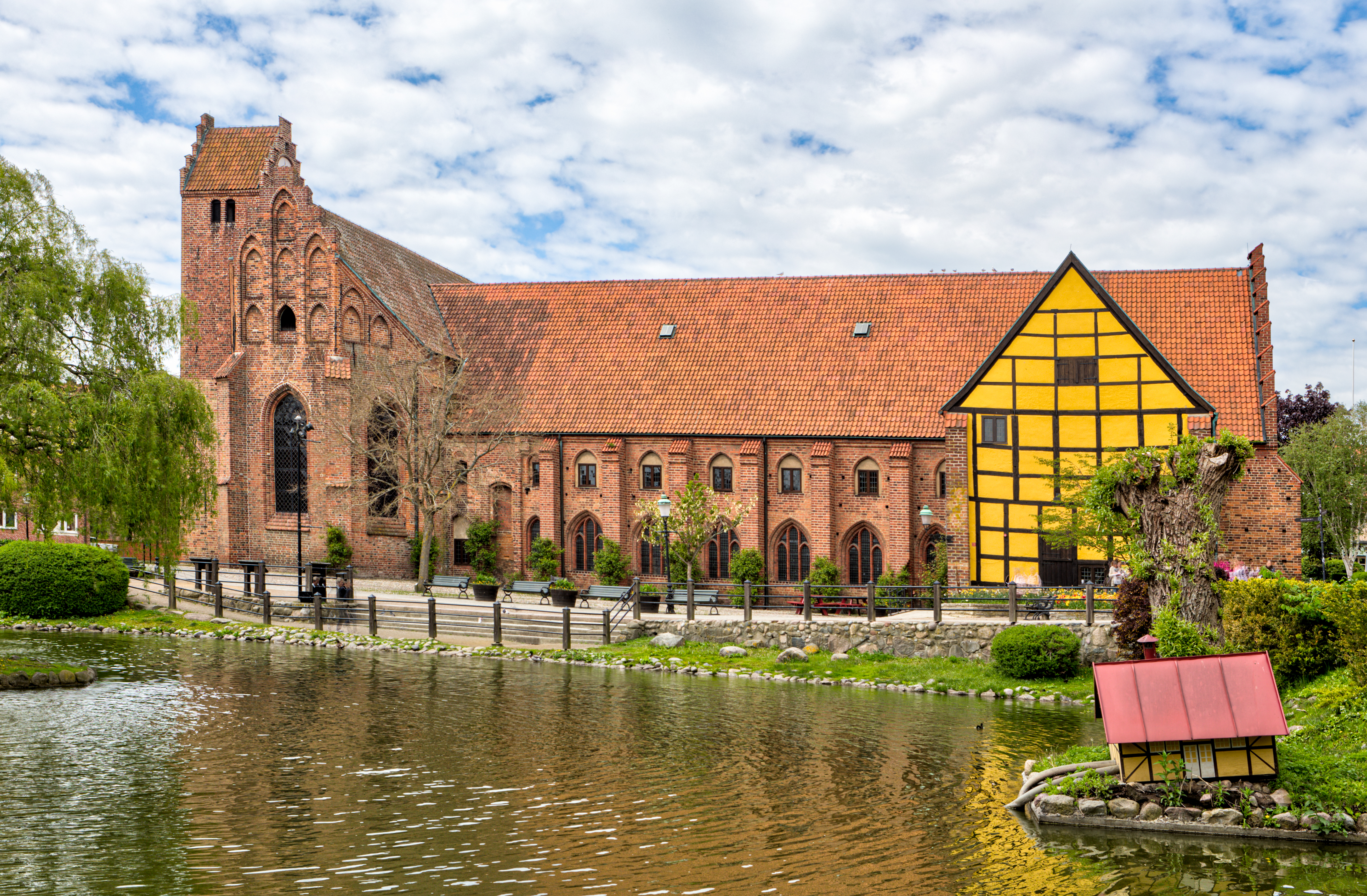
Die Ostfassade und der Klosterteich 2021.

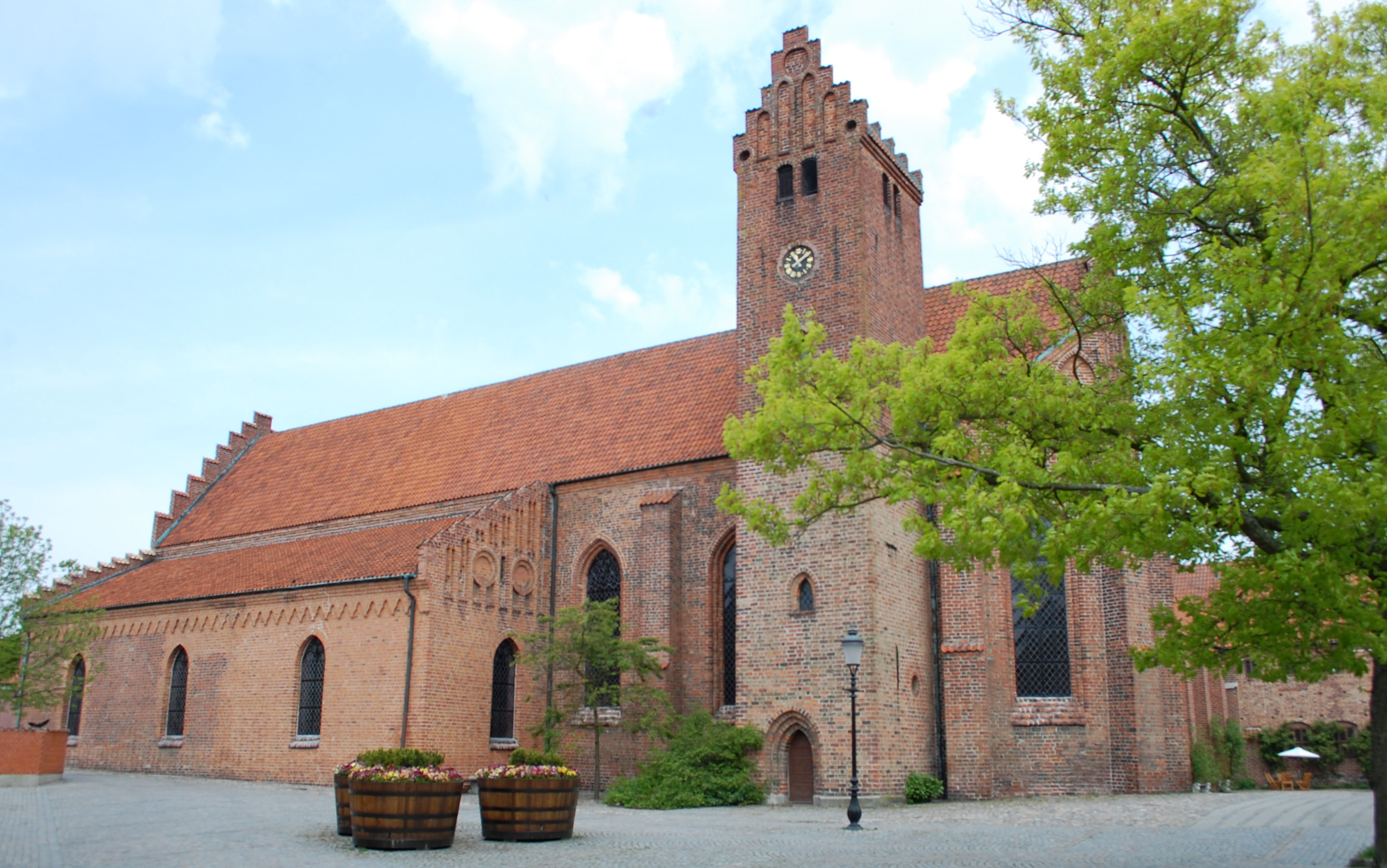
Klosterkirche St. Petri

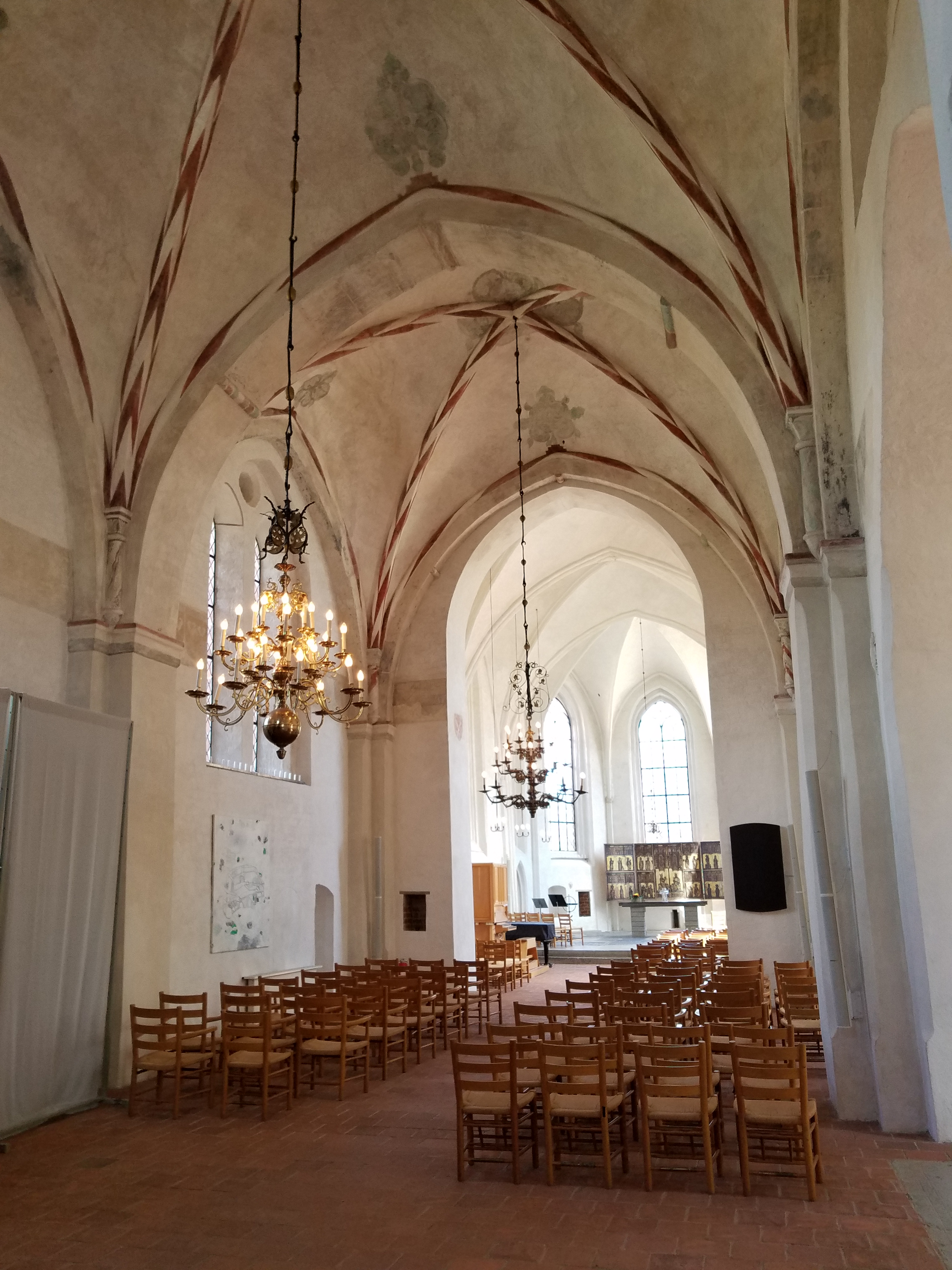
Inneres mit Blick zum Chor

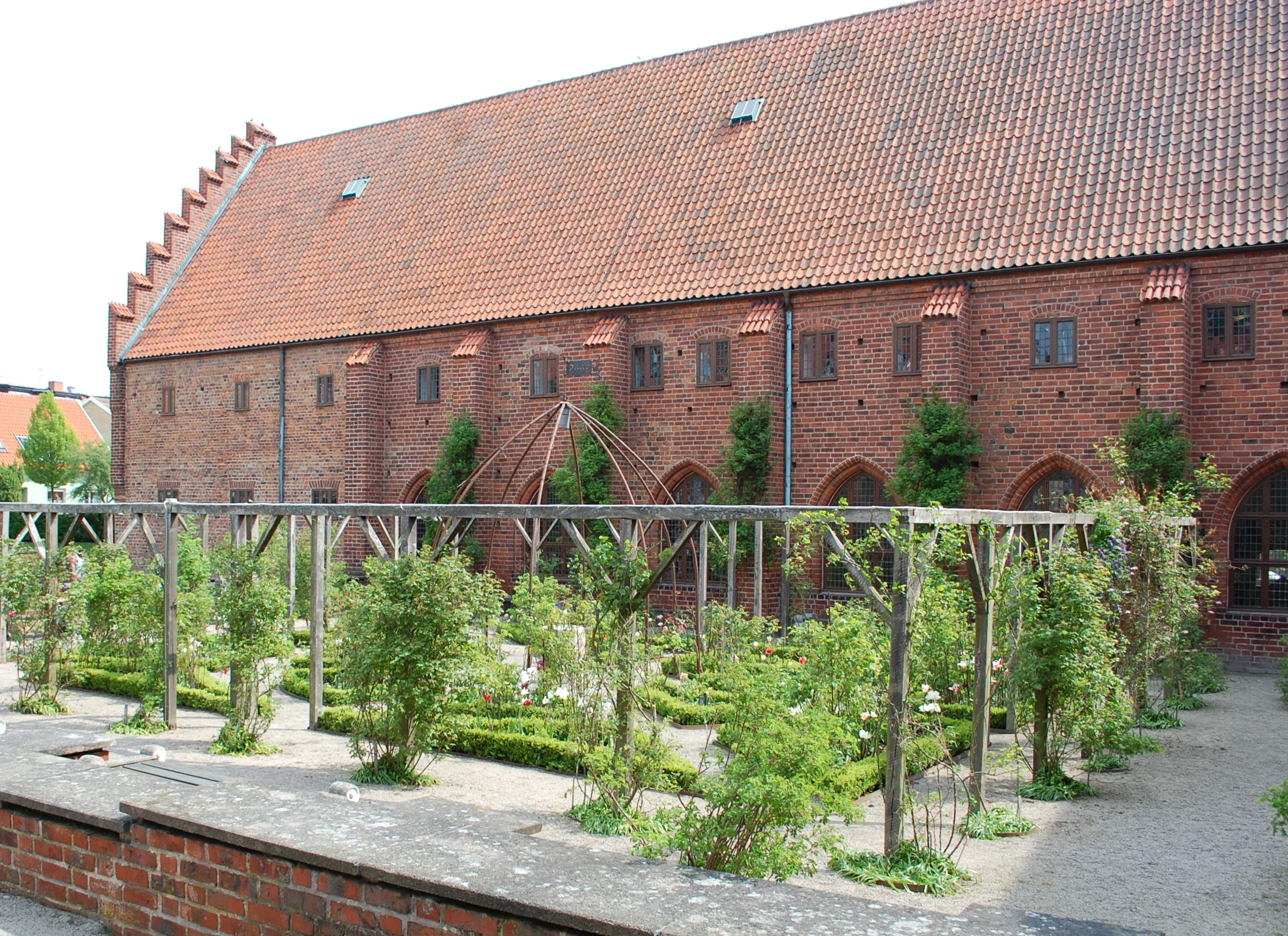
Rosengarten

Das Kloster Ystad (schwedisch Klostret i Ystad oder Gråbrödraklostret i Ystad) ist ein ehemaliges Franziskanerkloster in der schwedischen Stadt Ystad. Es wird heute als Museum genutzt. In der Klosterkirche Sankt Petrus finden auch Gottesdienste statt. Das Kloster befindet sich im nördlichen Teil der Ystader Innenstadt.

## Geschichte
Die Gründung des Klosters erfolgte 1267. Es entstand eine vierflügelige Anlage. Im Zuge der Reformation wurden die Franziskaner 1532 vertrieben. Nord- und Westflügel wurden abgerissen, im östlichen Flügel wurde ein Hospital eingerichtet, das bis 1777 bestand. Darauf folgte die Einrichtung einer staatlichen Brennerei, nach deren Schließung das Gebäude als Kornspeicher genutzt wurde. 1876 erwarb die Stadt Ystad das als Klosterruine bezeichnete Anwesen. Es gab Forderungen, die Anlage abzureißen. Letztlich entschloss man sich jedoch zum Erhalt. In den Jahren von 1909 bis 1912 erfolgte eine grundlegende Instandsetzung der Klosteranlage. Es entstanden ein Museum und eine Bibliothek. Seit 1996 steht der Baukomplex als Byggnadsminne unter Denkmalschutz.
Bis in die 1960er-Jahre diente die Klosterkirche Sankt Petrus noch als Gemeindekirche. Sie wurde renoviert und der Stadt Ystad für die internationale Kulturarbeit geschenkt. Heute dient sie musealen Zwecken sowie für Gottesdienste. Im vorderen Teil der Kirche steht eine Orgel aus der deutschen Orgelbauwerkstatt Georges Heintz (Schiltach im Schwarzwald). Sie hat sechs Register, spielbar auf zwei Manualen (Tonumfang: C–f3) und Pedal (C–f1).
Disposition der Orgel
- Bourdon 8′
- Principal 2′
- Zimpel 1′
- Quinte 1 1⁄3′
- Rohrflöte 4′
- Subbaß 16′
- Koppeln: II/I, I/P, II/P

## Gärten
Im Umfeld der Klosteranlage entstanden mehrere Gärten. 2002 schuf die Künstlerin Maria Björklund den Rosengarten. Darüber hinaus entstand ein Apfelgarten, in welchem sich neben Apfelbäumen auch Feigen-, Birnen-, Mandel- und Walnussbäume sowie Flieder- und Maulbeersträucher befinden. Als weitere Gärten bestehen der Kohlgarten, der Kräutergarten und der Pfingstrosengarten, der sich hinter dem Klosterteich befindet.

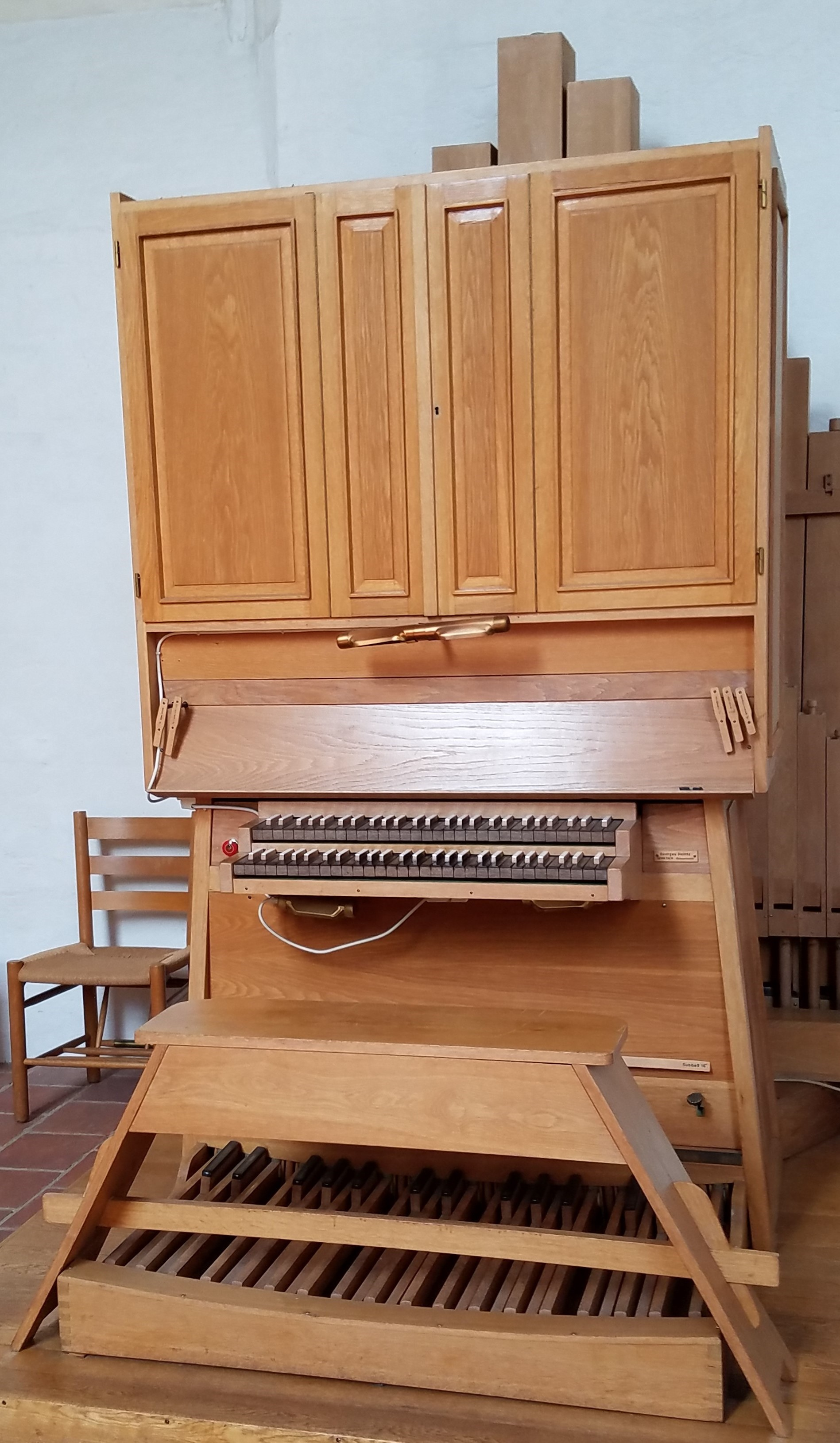
Die Orgel (Orgelbau Georges Heintz)
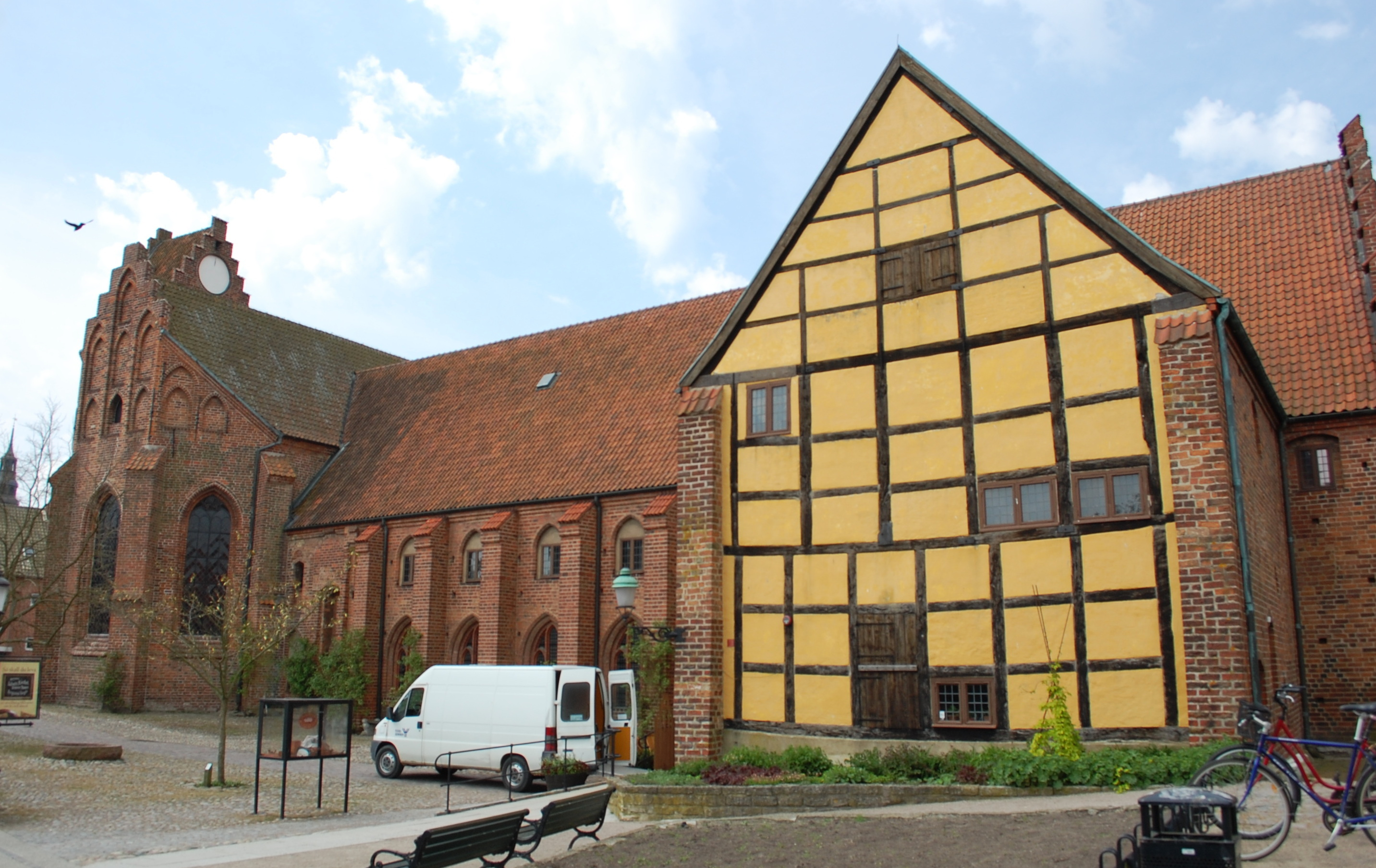
Ostflügel
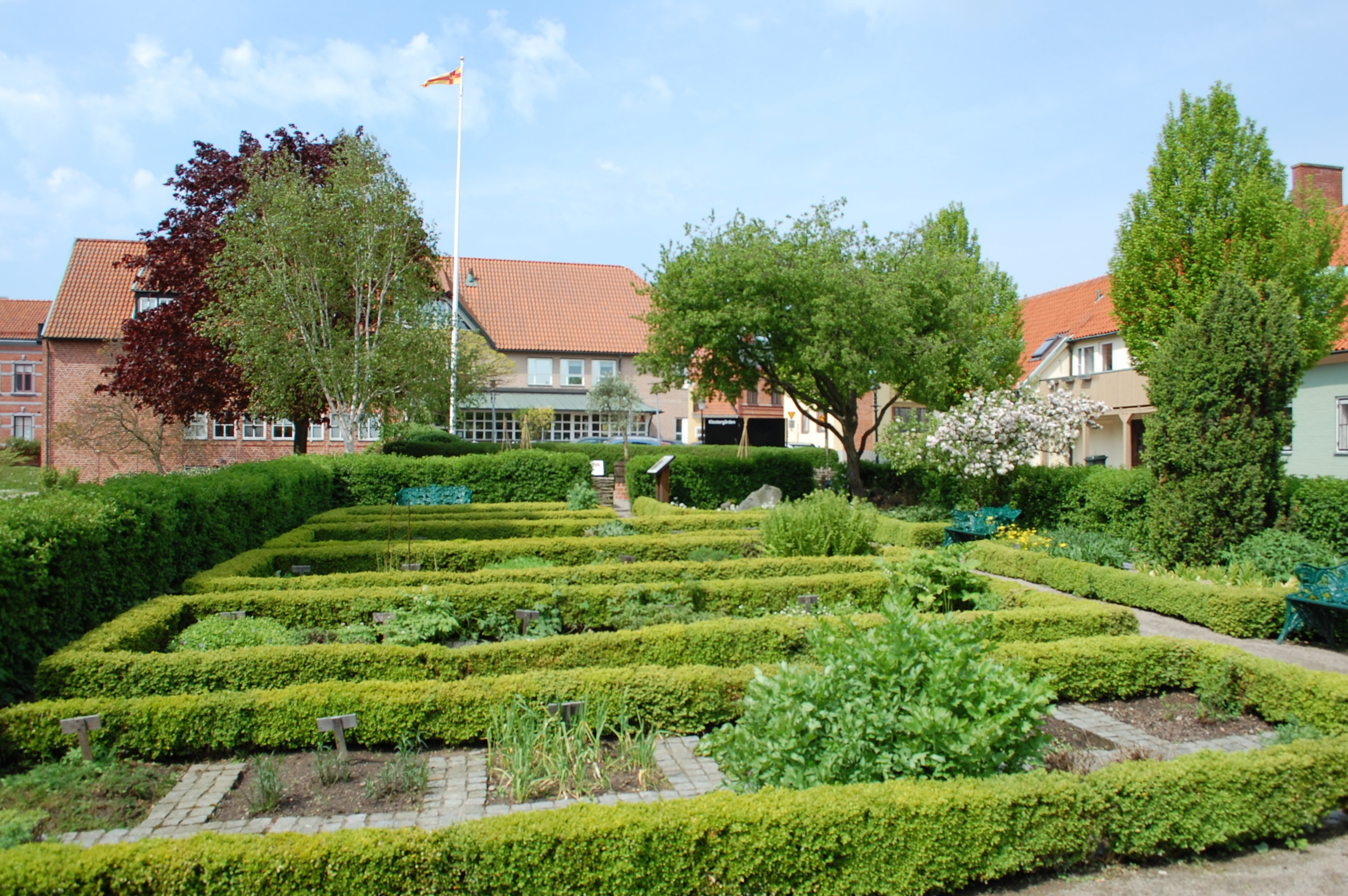
Klostergarten